# إبراهام إدل
إبراهام إدل (بالإنجليزية: Abraham Edel)‏ هو فيلسوف أمريكي، ولد في 6 ديسمبر 1908 في بيتسبرغ في الولايات المتحدة، وتوفي في 22 يونيو 2007 في نيويورك في الولايات المتحدة.